# Bodyguard (canción)
«Bodyguard» es una canción de la cantante estadounidense Beyoncé. Fue lanzada el 6 de junio de 2025 a través de Parkwood Entertainment y Columbia Records como cuarto sencillo de Cowboy Carter (2024).

## Composición
La canción fue escrita por la propia Beyoncé con Elizabeth Lowell Boland, Shawntoni Ajanae Nichols, Leven Kali, Ryan Beatty y Raphael Saadiq, que también produjo la canción. Los críticos describieron la canción como country pop, con elementos de R&B y soft rock, con influencia musical de la banda de rock británico-estadounidense Fleetwood Mac.
En la 67 edición de los Premios Grammy, la canción fue nominada a la Mejor Interpretación Pop Solista, convirtiéndose en la tercera nominación de Beyoncé en esta categoría.

## Recepción de la crítica
La canción recibió críticas positivas por parte de la crítica musical en el momento del lanzamiento del álbum, siendo considerada entre las mejores canciones de 2024.
Michael Cragg, de The Guardian, calificó el tema de «excelente», que «se desarrolla como un clásico perdido de Fleetwood Mac, con melodías soft-rock de los años 70». Chelsey Sanchez, de Harper's Bazaar, califica la canción de «himno de baile que ilustra su deseo de proteger y cuidar a su amante.»
Dan Rys, que escribe para la lista de las mejores canciones de 2024 de Billboard, considera que Bodyguard es «musicalmente la canción más sencilla pero también la más atractiva» del álbum, en la que «la voz de Beyoncé empieza a elevarse de verdad, elevando la canción más allá de lo que podría haber sido en manos de cualquier otro».

## Posicionamiento en listas
| Listas (2024)                      | Mejor posición |
| ---------------------------------- | -------------- |
| Canadá (Canadian Hot 100)          | 40             |
| Estados Unidos (Billboard Hot 100) | 26             |
| Francia (SNEP)                     | 81             |
| Reino Unido (UK Singles Chart)     | 42             |

## Certificaciones
| País (Organismo certificador) | Certificaciones | Ventas certificadas | Ref.   |
| ----------------------------- | --------------- | ------------------- | ------ |
| Brasil (Pro-Música Brasil)    | Oro             | 20 000              | [ 16 ] |

## Historial de lanzamientos
| Región      | Fecha              | Formato                | Discográfica | Ref.  |
| ----------- | ------------------ | ---------------------- | ------------ | ----- |
| Reino Unido | 6 de junio de 2025 | Contemporary hit radio | Columbia     | [ 1 ] |